# 康蒂亚克
康蒂亚克（法語：Cantillac，法語發音：[kɑ̃tijak]）是法国多尔多涅省的一个旧市镇，属于农特龙区。2019年，康蒂亚克与临近的5个市镇并入市镇佩里戈尔地区布朗托姆。

## 地理
康蒂亚克（45°23'48"N, 0°38'30"E）面积8.12 平方千米，位于法国新阿基坦大区多爾多涅省，该省份为法国西南部内陆省份，是法國本土面积第三大的省，大致对应佩里戈尔地区，北起顺时针与夏朗德省、上维埃纳省、科雷兹省、洛特省、洛特-加龙省、吉倫特省和滨海夏朗德省接壤。
与康蒂亚克接壤的市镇（或旧市镇、城区）包括：圣庞克拉斯、尚帕尼亚克-德贝莱尔、布朗托姆、佩里戈尔地区布朗托姆。

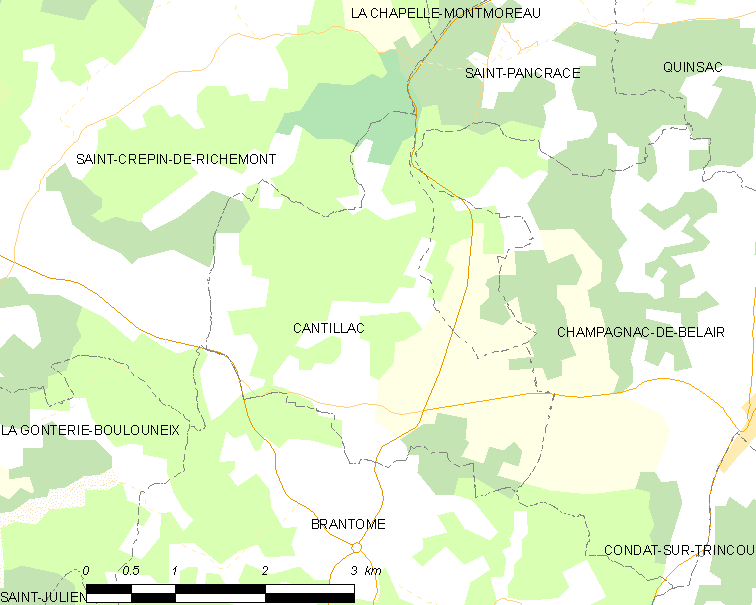
康蒂亚克的OSM定位图

康蒂亚克的时区为UTC+01:00、UTC+02:00（夏令时）。

## 行政
康蒂亚克的邮政编码为24530，INSEE市镇编码为24079。

## 政治
康蒂亚克所属的省级选区为佩里戈尔地区布朗托姆县。

## 人口

1962-2008年间康蒂亚克人口变化图示

康蒂亚克于2018年1月1日时的人口数量为190人。